# Piper melanostictum
Piper melanostictum är en pepparväxtart som beskrevs av C. Dc.. Piper melanostictum ingår i släktet Piper och familjen pepparväxter. Inga underarter finns listade i Catalogue of Life.